# Tallulah Bankhead
Tallulah Bankhead (31. januar 1902 i Huntsville i Alabama – 12. december 1968 i New York City var en amerikansk skuespiller.
Hun var datter af den fremstående politiker William Brockman Bankhead, formand for repræsentanternes hus i USA, og hendes familie sendte hende til forskellige skoler bl.a. en klosterskole for at holde hende uden for dårligt selskab. Da hun var 15 år gammel vandt hun en skønhedskonkurrence og spillede i teaterstykker og i to stumfilm.
I 1923 rejste hun til England, hvor hun blev teaterstjerne. Hun havde et heftigt temperament, var slagfærdig, havde en hæs stemme og en højlydt latter.
Efter at have indspillet to stumfilm tog hun i 1930 tilbage til USA, hvor hun skrev kontrakt med filmselskabet Paramount. Hun optrådte på Broadway i stykker som The Little Foxes og The Skin of Our Teeth. I 1939 og 1942 fik hun kritikerpriserne The New York Drama Critics Circle Award for dem.
Selv om hendes karriere falmede fra 1955, forsvandt hun aldrig fra offentligheden. Selv om hun drak og slugte sovepiller, fortsatte hun på Broadway i 1950'erne og 1960'erne. Hun fik senere også roller i det nye medie fjernsynet sammen med bl.a. Lucille Ball. Hendes sidste rolle var i marts 1967 som det onde Black Widow i TV-serien om Batman.
1937-1941 var hun gift med kollegaen John Emery. Hun havde ingen børn, men talrige aborter i 1920'erne. I 1933 døde hun næsten af en hysterektomi-operation (fjernelse af livmor) på grund af en fremskreden gonorré, som hun hævdede at have fået fra enten George Raft eller Gary Cooper. Hun vejede kun ca. 32 kg, da hun blev udskrevet og skal have sagt til sin læge: "Tro ikke at dette har lært mig noget!"

## Udvalgt filmografi
- 1918 – When Men Betray
- 1928 – A Woman's Law
- 1931 – Tarnished Lady
- 1932 – Natt over Tunis
- 1944 – Lifeboat
- 1945 – Skandale ved hoffet
- 1965 – Fanatic